# قصة مدينتين (فلم 1935)
قصة مدينتين هو فيلم لعام 1935 مبني على رواية تاريخية للكاتب تشارلز ديكنز لعام 1859، قصة مدينتين. ومن نجوم الفيلم رونالد كولمان وسيدني كارتون، دونالد ودز وإليزابيث ألن. ومن الممثلين المساهمين في العمل ايضآ راسيل راثبون، بلانش يوركا، وإيدنا اولڤر.اخرجه چاك كون واى من سيناريو كتب بواسطة و.ب ليبسكومب وس.ن بيرمان.تم ترشيح الفيلم لجائزة جائزة الأوسكار لأفضل فيلم وجائزة الأوسكار لأفضل مونتاج. القصة دارت أثناء قيام الثورة الفرنسية حول رجلان متشابهين، ليس فقط في المظهر، ولكن في حبهم لفتاة واحدة ايضآ.

## الميزانية والإيرادات
بلغت تكلفة إنتاج الفيلم حوالي 1232000 دولار بينما حقق أرباحا تقدر بـ 1111000 دولار.

## وصلات خارجية
- مقالات تستعمل روابط فنية بلا صلة مع ويكي بيانات